# Jeb Hensarling
Jeb Hensarling (ur. 29 maja 1957) – amerykański polityk, członek Partii Republikańskiej i kongresman ze stanu Teksas (w latach 2003-2019).